# Corydalis gaoxinfeniae
Corydalis gaoxinfeniae är en vallmoväxtart som beskrevs av Lidén. Corydalis gaoxinfeniae ingår i släktet nunneörter, och familjen vallmoväxter. Inga underarter finns listade i Catalogue of Life.